# Liste de points extrêmes de la Russie
Voici une liste de points extrêmes de la Russie.

## Latitude et longitude

### Totalité du territoire
| Cap Fligely Presqu'île de la Vistule Grande Diomède Mont Bazardiouziou |

### Continent (horsexclave de Kaliningrad)
| Cap Tcheliouskine Lavry Cap Dejnev Mont Bazardiouziou |

### Villes
| Pevek Baltiisk Anadyr Derbent |

### Zones d'habitation permanentes
| Dikson Baltiisk Ouelen Kourouch |

## Altitude
- Maximale : mont Elbrouz, 5 633 m
- Minimale : mer Caspienne, -28 m